# 王献唐墓
36°04′39″N 120°25′12.4″E / 36.07750°N 120.420111°E
王献唐墓位于中国山东省青岛市崂山区浮山西南麓的茅岭（又称大麦岛村北山），为学者王献唐的墓葬。

## 概况
王献唐于1960年病逝于济南，葬于济南万灵山公墓，由路大荒撰写碑文，文革时被夷为平地。1990年9月，日照市政协委员王永先等人提议将王献唐迁葬至其家乡日照，获省政府及王献唐家人同意。迁葬准备妥当时省政府又决定迁葬于青岛。
1993年，济南及青岛两地举行迁葬仪式。王献唐遗骨最终被迁葬至康有为墓东侧不远处，其墓碑碑文及墓志铭为孔德成所题写。2005年2月5日与王献唐故居一同列入青岛市文物保护单位。2022年1月14日列入山东省文物保护单位。